# Pfalz D.VII
Il Pfalz D.VII fu un aereo da caccia, monoposto, monomotore e biplano, sviluppato dall'azienda aeronautica tedesco-imperiale Pfalz-Flugzeugwerke GmbH negli anni dieci del XX secolo e rimasto allo stadio di prototipo.
Destinato ad equipaggiare gli Jasta (Jagdgeschwader), i reparti da caccia della Luftstreitkräfte, la componente aerea del Deutsches Heer (l'esercito imperiale tedesco), venne sottoposto alle valutazioni dell'Idflieg non riuscendo ad ottenere consensi.

## Storia del progetto
Al fine di equipaggiare i reparti da caccia della Luftstreitkräfte con velivoli sempre più efficaci ed all'altezza dei pari ruolo avversari, l'Idflieg, l'organo preposto alla gestione dell'intera aviazione militare dell'Impero tedesco, nel corso della seconda parte del 1917 rese nota la propria intenzione di valutare nuovi modelli rispondenti alle specifiche D-Typ, ovvero caccia monoposto biplani, in una valutazione comparativa tra i prototipi presentati nei primi mesi dell'anno successivo.
A tale scopo l'ufficio tecnico della Pfalz-Flugzeugwerke avviò lo sviluppo di tre esemplari, i futuri Pfalz D.VI, D.VII e Pfalz D.VIII che, pur possedendo un'impostazione comune ed equipaggiati con un motore rotativo raffreddato ad aria, presentavano diverse peculiarità tecniche al fine di diversificare le loro prestazioni in ambito operativo.
L'impostazione del D.VII, così identificato come da convenzioni Idflieg in quanto settimo progetto accettato dell'azienda di Friburgo in Brisgovia, era relativa ad un caccia caratterizzato dalla fusoliera monoposto a sezione circolare e dalla ridotta superficie frontale, realizzata con la ricopertura di fogli di compensato sagomati ed incollati tra loro, tecnica acquisita dalla Albatros Flugzeugwerke, raccordata con la cappottatura del motore. La velatura, biplana a scalamento positivo, era dotata di piani alari dalla medesima corda, entrambi dotati di alettoni comandabili simultaneamente, il superiore montato alto a parasole e dove era ricavato centralmente uno svaso per agevolare accesso e visibilità al pilota. Questo era collegato centralmente alla parte superiore della fusoliera grazie ad una coppia di montantini "ad H" e con il piano alare inferiore, montato basso sulla fusoliera, con una coppia, una per lato, di montanti interalari, il tutto irrobustito grazie a tiranti in cavetto d'acciaio.
Convenzionali invece il carrello d'atterraggio, un semplice biciclo fisso con elemento anteriore dotato di ruote di grande diametro collegate tra loro da un assale rigido ed integrato posteriormente da un lungo pattino di coda, e l'armamento, basato su una coppia di mitragliatrici LMG 08/15 calibro 7,92 mm montate in fusoliera davanti all'abitacolo, una soluzione oramai standard per i D-Typ dell'epoca.
Il prototipo venne terminato sul finire del 1917 e durante le prime prove in volo venne equipaggiato con tre differenti motorizzazioni, tutte basate su propulsori rotativi, sostituendo successivamente l'Oberursel U.III da 145 PS (108 kW) con i Goebel Goe.III e Siemens-Halske Sh.III da 160 PS (118 kW) abbinati ad eliche lignee sia bipala che quadripala ed identificabili per le diverse cappottature circolari di copertura dei motori. Durante questa fase di test vennero provati anche alettoni di diverso tipo, bilanciati e non bilanciati.
Dopo le prime prove venne presentato, assieme al Pfalz D.VI e D.VIII, alla commissione Idflieg tra il 9 ed il 12 febbraio 1918, durante la prima valutazione comparativa tra prototipi di velivoli da caccia tenuta presso l'aerodromo di Adlershof, nei dintorni di Berlino, dove i piloti erano invitati a partecipare direttamente alla valutazione ed alla selezione dei nuovi velivoli da destinare alla produzione di serie. I risultati dei test tuttavia non vennero ritenuti sufficienti per giustificare un contratto di fornitura e il modello non venne mai avviato alla produzione in serie.

## Utilizzatori
Germania
- Luftstreitkräfte

solo in fase di valutazione.